# جنیفر بایکوال
جنیفر بایکوال (به انگلیسی: Jennifer Baichwal) سازندهٔ فیلمِ مستند، نویسنده و تهیه‌کنندهٔ کانادایی است.

## زندگی
بایکوال در مونترال، کبک متولد شد و در ویکتوریا، بریتیش کلمبیا بزرگ شد. او دختر کریشنا بایکوال سینیور، جراح قلب و عروق، و الوینا بایکوال است. آنها چهار فرزند به نام‌های جنیفر، کریشنا جونیور، الیزابت و کریستین داشتند. او اصالتاً هندی و بریتانیایی است. او در سال ۱۹۸۵، با الهام از نوشته‌های پل بولز، که موضوع اولین مستند بلند او شد، به مراکش سفر کرد و در مزرعه‌ای زندگی کرد. بایکوال در دانشگاه مک‌گیل فلسفه و الهیات خواند، پایان‌نامهٔ کارشناسی ارشد خود را دربارهٔ راینهولد نیبور نوشت و مدرک کارشناسی ارشد خود را در رشتهٔ هنر در سال ۱۹۹۴ دریافت کرد. بایکوال در سال ۱۹۹۵، به همراه خانواده‌اش به هند سفر کرد تا خاکستر پدر مرحومشان را که بر اثر مشکلات قلبی درگذشته بود، به باد بسپارند.